# Basilika zum heiligsten Erlöser und allen Heiligen

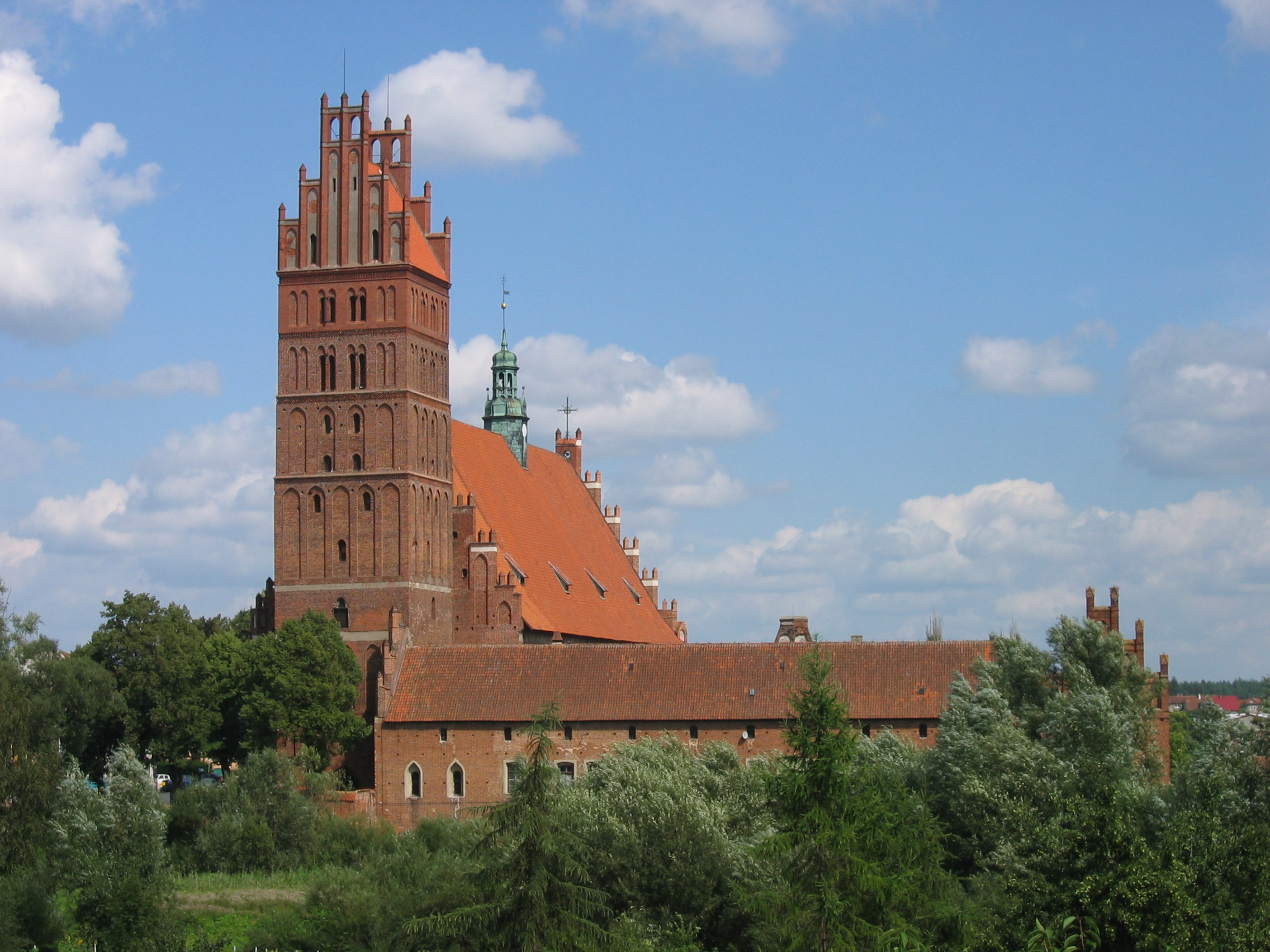
Stiftskirche und Konventsgebäude

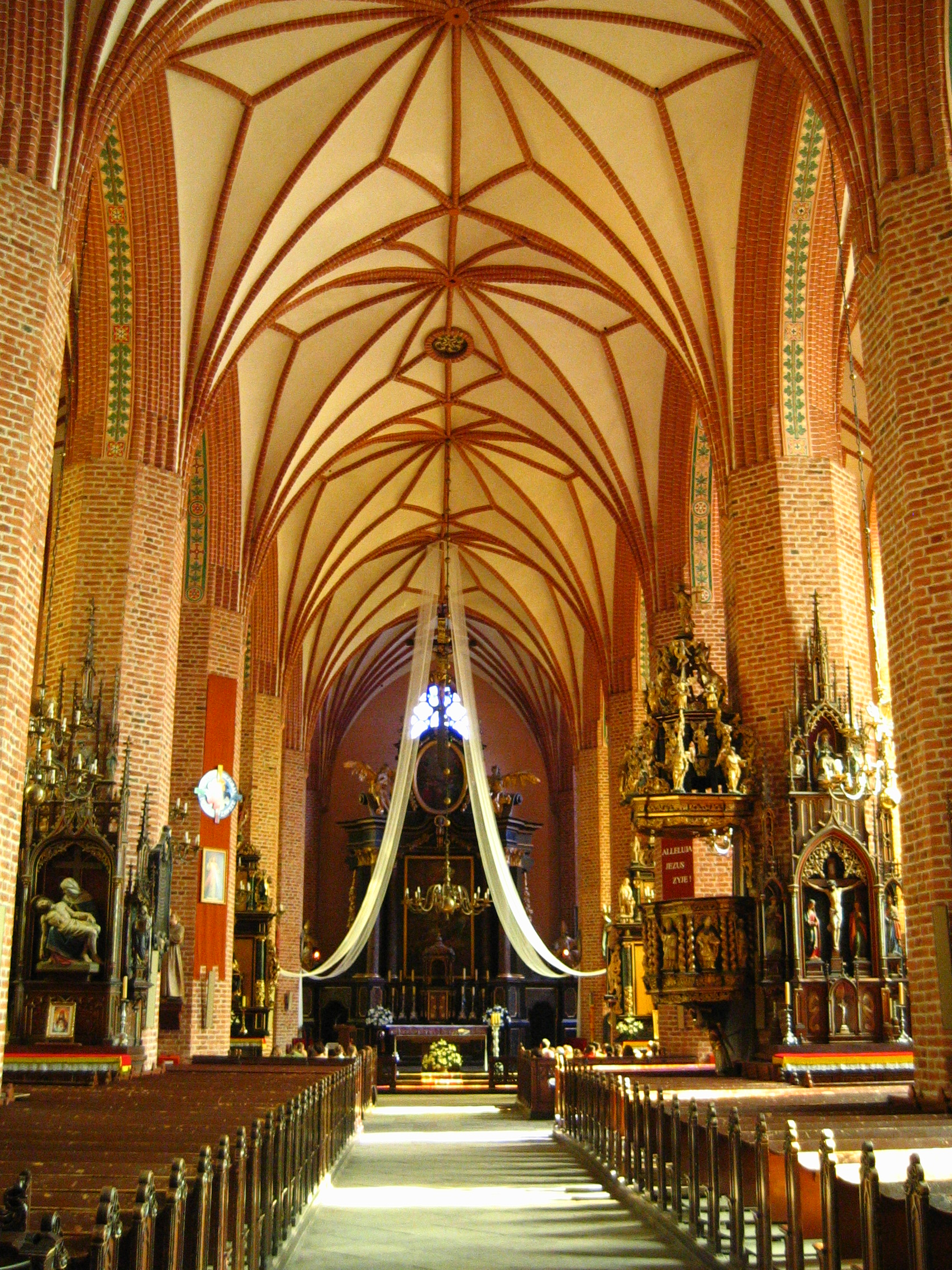
Inneres der Kirche

Die Basilika zum heiligsten Erlöser und allen Heiligen (poln. Bazylika Najświętszego Zbawiciela i Wszystkich Świętych), auch Guttstädter Dom, in Dobre Miasto (Guttstadt) im polnischen Powiat Olsztyński im Ermland ist eine römisch-katholische Stifts- und Pfarrkirche und seit 1989 Basilica minor.

## Geschichte
Das Säkularkanonikerstift Sanctissimi Salvatoris et Omnium Sanctorum gründete der Ermländer Bischof Hermann von Prag im Zuge seines planmäßigen Landesausbaus 1341 in Pettelkau bei Braunsberg. Es wurde schon 1343 nach Glottau und 1347 ins damals erst gut zwei Jahrzehnte alte Guttstadt verlegt. Durch die Verlegung ins Landesinnere wurde das Stift zum zweiten kirchlichen Zentrum im Bistum Ermland neben dem Domstift in Frauenburg, dem es bald auch baulich gleichkam.
Im südwestlichen Quadrat der schachbrettartig angelegten ummauerten Stadt entstanden ab 1376 die groß angelegte Stiftskirche und die zunächst dreiflügelige Anlage der Konventsgebäude. Die Kirche war 1396 vollendet. Der quadratische Westturm wurde 1496 angefügt; sein oberstes Geschoss und das Satteldach mit neugotischen Staffelgiebeln stammen von 1895.
Das Kollegiatstift war mit Pfründen für 12 Kanoniker dotiert. Es wirkte als religiös-kulturelles Zentrum für Guttstadt und das Umland. Im Dreißigjährigen Krieg wurde es 1626 von einrückenden Schweden verwüstet und in der zweiten Hälfte des 17. Jahrhunderts wiederhergestellt. 1810 wurde es säkularisiert. Die Kirche blieb katholische Pfarrkirche. Beim Brand der Guttstädter Altstadt nach dem Einmarsch der Roten Armee am 3. Februar 1945 erlitt der Stiftskomplex nur geringe Schäden. 1960 veranlasste Kardinal Stefan Wyszyński die Wiederbegründung des Kollegiatstifts.

## Architektur und Ausstattung

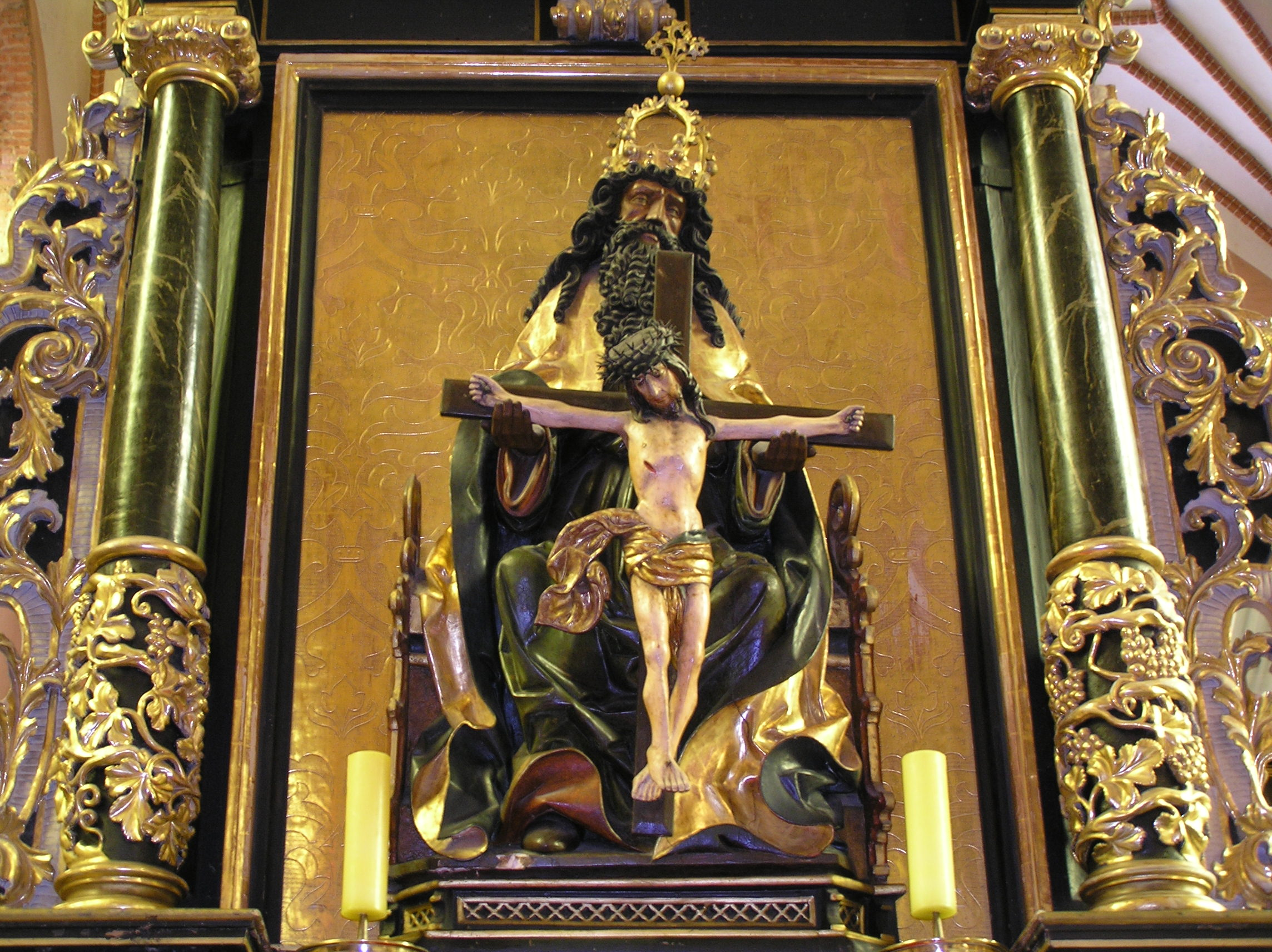
Guttstädter Gnadenstuhl

Die Stiftskirche ist eine weiträumige dreischiffige Hallenkirche ohne Chor im Stil der Backsteingotik. Den Innenraum überspannen Sterngewölbe.
Als wertvollstes Kunstwerk gilt der Gnadenstuhl, eine Dreifaltigkeitsdarstellung aus der Zeit um 1500, die der Schule von Veit Stoß entstammen könnte. In derselben Formensprache schuf ein einheimischer Künstler 1510 die Anna-selbdritt-Gruppe im linken Seitenschiff. Der Marienaltar mit Aposteln wird auf 1430 datiert. Weitere Altäre, Kanzel, Taufbecken und Chorgestühl stammen aus der Wiederherstellungsphase nach dem Dreißigjährigen Krieg. Der figurenreiche barocke Hochaltar entstand 1748.